# ハチェットフィッシュ
ハチェットフィッシュとは、アマゾン川や、ペルー、ギアナに棲息する小型カラシン類のガステロペレクス科に分類される淡水魚の総称である。しばしば単に、ハチェットとも略称される。英語で、小型の斧のこと（Hatchet）。

## 形態
縦に平たい体は胸部がアーチを描くように張り出しており、名前の由来である手斧(ハチェット)のような形をしている。胸ビレはトビウオのように長い。

## 生態
常に水面近くで生活しており、水面上を飛ぶ羽虫を捕らえたり、大型魚の捕食から逃れるために胸びれを使って羽ばたくようにジャンプする。

## ハチェットフィッシュの仲間

### Carnegiella属
マーブルハチェット
学名：Carnegiella strigata fasciata
体側の大理石（マーブル）模様が美しく、人気の高いハチェットフィッシュ。大量に輸入されているので容易に入手できる。全長4cm。
マーブルハチェット
学名：C. strigata strigata
上記のC. strigata fasciataの亜種で、C. strigata fasciataよりぼやけたような模様をもつ。両種とも、区別されずに市販されている。
マーサハチェット
学名：Carnegiella marthae
腹部の曲線に沿ったラインと体表側面の網目模様が特徴。胸鰭が黒くなるため、ブラックウィングハチェットの別名もある。全長4cm。
グラスハチェット
学名：Carnegiella myersi
最も小型のハチェットフィッシュで、輸入されるようになったのは最近になってからである。当初は他の魚の混じりなどでしか入手できなかったが、現在では定期的に単独で入荷する。外見はマーサハチェットから模様を取り、透明感を増したような印象。ピグミーハチェットとも呼ばれる。全長3cm。

### Gasteropelecus属
シルバーハチェット
学名：Gasteropelecus sternicla
やや大きくなるハチェットフィッシュ。マーブルハチェット同様大量に輸入されている。体側の後半に特徴的なラインがあり、よく目立つ。全長5cm。
ガステロペレクス・レヴィス
学名：Gasteropelecus levis
シルバーハチェットのライン模様を若干崩したような外見のハチェットフィッシュ。入荷は少ない。

### Thoracocharax属
トラコカラックス
学名：Thoracocharax stellatus
全長10cmと、ハチェットフィッシュの中では最大になる種類。全身が光沢のある銀色になる。

## ハチェットの名を持つ他の種
海水魚のムネエソ類はその体型からMarine hatchetfishと呼ばれる。また、エロンガータハチェット、もしくはナローハチェットと呼ばれる中型のカラシンがいる。しかしそのいずれも本項で扱ったガステロペレクス科の魚類とは遠縁である。
そのほか、東南アジアに生息するコイ科の魚で「ハチェットバルブ」と呼ばれるものがあるが、これはガステロペレクス科の魚類との形態や生態の類似に注目した呼称である。